# Petit Pédé
Pistes de Boucan d'enfer
Docteur Renaud, Mister Renard
(1) Je vis caché
(3)
Petit Pédé est une chanson de Renaud parue le 28 mai 2002 sur l'album Boucan d'enfer. Elle est également sortie en single avec Cœur perdu le 3 janvier 2003.

## Thématique
La chanson traite de l'homophobie envers les jeunes homosexuels, obligés de partir de chez leur famille pour vivre.